# Mehmet Topal
Mehmet Topal (født 3. marts 1986 i Malatya, Tyrkiet) er en tyrkisk fodboldspiller, der spiller som defensiv midtbanespiller i den Tyrkiske storklub Fenerbahce SK. Han kom til klubben i juli 2012. Han har tidligere repræsenteret de tyrkiske klubber Dardanelspor og Galatasaray og spanske Valencia CF

## Landshold
Topal står (pr. november 2010) noteret for 17 kampe for Tyrkiets landshold, som han debuterede for i 2008. Han deltog ved EM i 2008 i Schweiz og Østrig.